# Le Vent de la Toussaint
Pour plus de détails, voir Fiche technique et Distribution.
Le Vent de la Toussaint est un film français réalisé en 1989 par Gilles Béhat et sorti en 1991.

## Fiche technique
- Titre : Le Vent de la Toussaint
- Réalisation : Gilles Béhat
- Scénario : Gilles Béhat, d'après le roman de Pierre Fyot[1]
- Dialogues : Louis Gardel
- Photographie : Roland Bernard
- Son : Jean-Bernard Thomasson
- Montage : Bruno Boissel
- Musique : Hector Drand
- Production : Canal+ - FR3 Cinéma - La Sept Cinéma - Télé Images Productions
- Pays d'origine :  France
- Durée : 112 minutes
- Date de sortie : France - 16 janvier 1991

## Distribution
- Étienne Chicot : le docteur Marc Helluin
- Michel Albertini : Hamrane Tadjer
- Lydia Andréï : Malika Tadjer
- Patrick Bouchitey : Pierre Peyrot
- Éva Darlan : Jacqueline Peyrot
- Jacques Lalande : le père Antoine
- Jean-Claude Bouillaud : le patron de l'hôtel